# Grønt Forbund
Grønt Forbund (finsk: Vihreä liitto, Vihr., svensk: Gröna förbundet eller blot De Gröna, De Grønne) er et grønt politisk parti i Finland.
Grønt forbund blev dannet den 28. februar 1987. Til og begynde med fungerede Grønt Forbund som en forening, men allerede året efter, i 1988, blev det registreret som et parti. Partiets har sine rødder i den grønne bevægelse fra 1980'erne. Ved rigsdagsvalget i 2019 fik partiet 11,5% af stemmerne og 20 medlemmer af rigsdagen.
Partiet er mest populært i de store byer og deres nabokommuner samt finsktalende områder. For eksempel blev partiet ved rigsdagsvalget i 2019 det største i Helsinkis valgkreds med 23,5% af stemmerne, mens de fik blot 4,2% i Vaasa-kredsen.

## Partiledere
- Kalle Könkkölä (1987)
- Heidi Hautala (1987–1991)
- Pekka Sauri (1991–1993)
- Pekka Haavisto (1993–1995)
- Tuija Brax (1995–1997)
- Satu Hassi (1997–2001)
- Osmo Soininvaara (2001–2005)
- Tarja Cronberg (2005–2009)
- Anni Sinnemäki (2009–2011)
- Ville Niinistö (2011-2017)
- Touko Aalto (2017-2018)
- Maria Ohisalo (2019-nu)